# Puškalávatí
Puškalávatí bylo starověké město nacházející se v péšávarském údolí v Chajbar Paštúnchwá v Pákistánu. Leželo na březích řeky Svát, blízko jejího soutoku s řekou Kábul. Nyní je toto místo známo jako Čarsada.
Puškalávatí, znamenající „lotosové město“, bylo hlavním městem starověkého království Gandhára v době od 6. století př. n. l. do 2. století n. l. Ruiny města Puškalávatí se skládají z mnoha náhrobků a zřícenin dvou starých měst.

## Bala Hišar
Jde o nejstarší osídlení v Puškalávatí obsazené od 6. stol. př. n. l. Ašóka tady postavil náhrobek, který je popsán Süan-cangem z doby jeho návštěvy města v roce 630, náhrobek ale stále nebyl nalezen. Toto místo bylo poprvé vykopáno v roce 1902 Marshallem a později v roce 1958 Mortimerem Wheelerem.

## Šaikan Dheri
Baktrijští Řekové postavili na tomto místě nové město, ležící jeden kilometr od Bala Hišaru na protějším břehu řeky Jinde. Toto místo bylo obýváno Parthy, Šaky a Kušány. Ve 2. století n. l. změnila řeka svůj směr a město bylo zatopeno. Poté bylo přemístěno na místo moderní vesnice Rádžar.
Město bylo částečně vykopáno v 60. letech 20. století Ahmadem Hasanem Danim. V Mir Ziaratu, Rádžaru a Šar-i-Napursanu se však nachází stále mnoho mohyl, které dosud vykopány nebyly.

## Puškalávatí a Prajág
Město Puškalávatí leželo na soutoku řek Svát a Kábul. Na tomto místě se potkávaly tři různé větve řeky Kábul. Toto jedinečné místo se nazývá Prang a je považováno za svaté. Místní lidé sem stále přinášejí těla mrtvých ke spálení. Aryan našel podobné zeměpisné charakteristiky na soutoku řek Gangy a Jumny a nalezl svaté město pojmenované Prajág (v blízkosti Benaresu), které je jedním ze starověkých poutních center v Indii.

## Puškalávatí vRámájaně
V závěrečné části Rámájany (Uttarakánda) nebo v Doplňkové knize[ujasnit] jsou popsáni potomci Rámy a jeho bratrů jako zakladatelé velkých měst a království, která vzkvétala v Západní Indii.
Barata, bratr Ramy, měl dva syny, Takšu a Puškalu. Prvně jmenovaný založil Takšašílu na východ od řeky Indu; Alexandrovi a Řekům bylo město známo jako Taxila. Druhý jmenovaný syn založil Puškala-vati nebo Puškalávatí na západ od řeky Indu; Alexandrovi a Řekům bylo toto město známo jako Peukelaotis. Proto se o Bharatových synech říká, že založili království, která vzkvétala na obou březích řeky Indu.